# بارتون-آپون-هامبر
latitudeبارتون-آپون-هامبرlongitudeبارتون-آپون-هامبر
بارتون-آپون-هامبر (به انگلیسی: Barton-upon-Humber) یک منطقهٔ مسکونی در انگلستان است که در یورکشایر و هامبر واقع شده‌است.

## خصوصیات
بارتون-آپون-هامبر ۹٬۳۳۴ نفر جمعیت دارد.